# Mistrzostwa Europy w Lekkoatletyce 1954 – bieg na 100 m kobiet

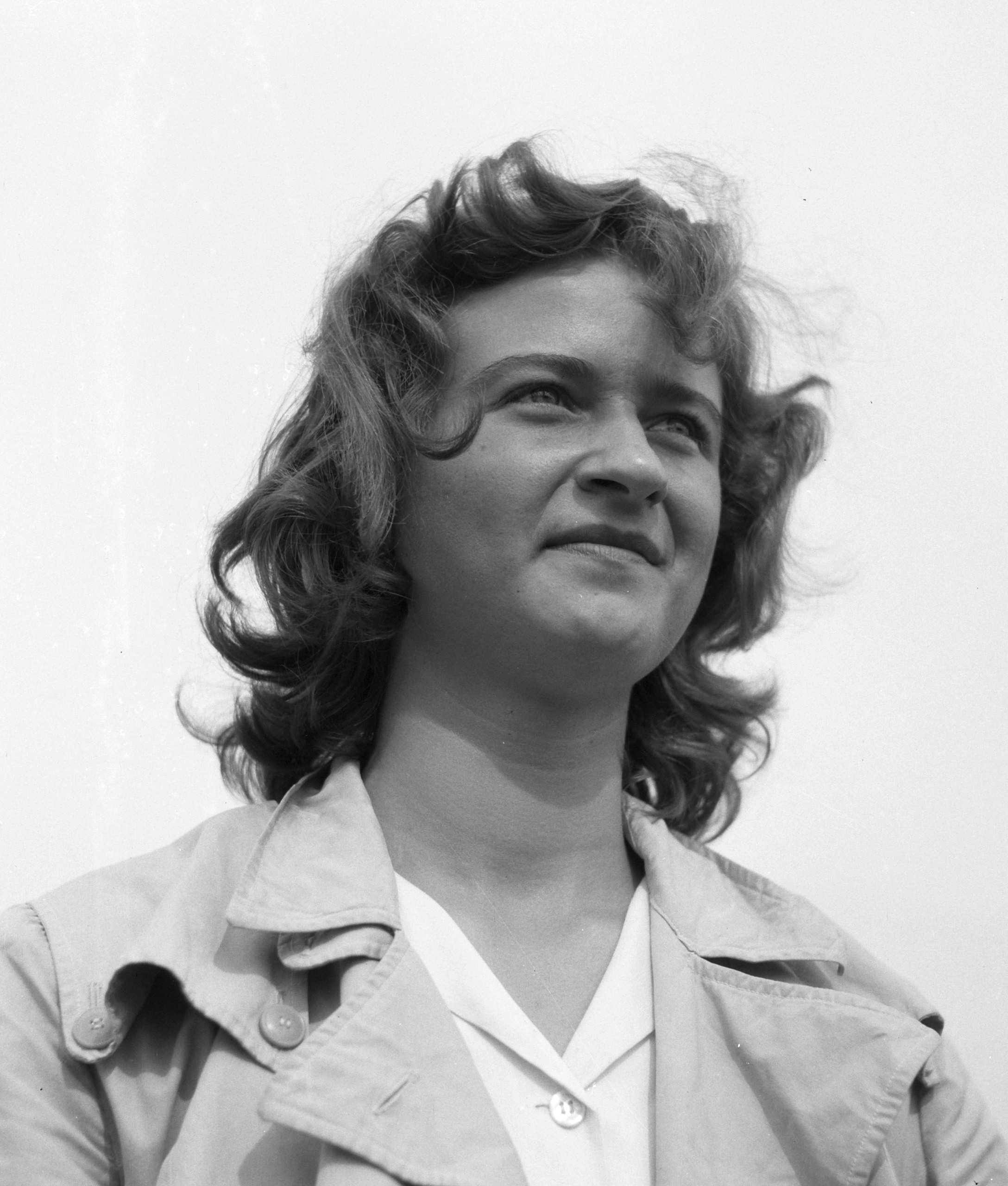
Puck van Duyne

Bieg na dystansie 100 metrów kobiet był jedną z konkurencji rozgrywanych podczas V Mistrzostw Europy w Bernie. Biegi eliminacyjne zostały rozegrane 26 sierpnia, a półfinałowe oraz bieg finałowy 27 sierpnia 1954 roku. Zwyciężczynią tej konkurencji została reprezentantka ZSRR Irina Turowa. W rywalizacji wzięło udział trzydzieści jeden zawodniczek z piętnastu reprezentacji.

## Rekordy
| Rekord świata     | Marjorie Jackson (AUS)    | 11,4 | Gifu, Japonia       | 04.10.1952 |
| Rekord Europy     | Fanny Blankers-Koen (NED) | 11,5 | Amsterdam, Holandia | 13.06.1948 |
| Rekord mistrzostw | Fanny Blankers-Koen (NED) | 11,7 | Bruksela, Belgia    | 24.08.1950 |

## Wyniki

### Eliminacje
Bieg 1
| Miejsce | Zawodniczka     | Czas | Uwagi |
| ------- | --------------- | ---- | ----- |
| 1       | Irina Turowa    | 11,9 | Q     |
| 2       | Elfriede Butz   | 12,3 | Q     |
| 3       | Anna Kovaříková | 12,4 |       |
| 4       | Monique Jacquet | 12,5 |       |
| 5       | Doris Kunz      | 13,0 |       |

Bieg 2
| Miejsce | Zawodniczka      | Czas | Uwagi |
| ------- | ---------------- | ---- | ----- |
| 1       | Anne Pashley     | 11,9 | Q     |
| 2       | Irmgard Egert    | 12,1 | Q     |
| 3       | Ibolya Greminger | 12,3 |       |
| 4       | Yvette Monginou  | 12,4 |       |
| 5       | Sonja Prétôt     | 12,7 |       |
| 6       | Aycan Önel       | 12,9 |       |

Bieg 3
| Miejsce | Zawodniczka        | Czas | Uwagi |
| ------- | ------------------ | ---- | ----- |
| 1       | Giuseppina Leone   | 12,2 | Q     |
| 2       | Vera Neszmélyi     | 12,3 | Q     |
| 3       | Patricia Devine    | 12,5 |       |
| 4       | Anna-Lise Thoresen | 12,5 |       |
| 5       | Milka Babović      | 12,7 |       |

Bieg 4
| Miejsce | Zawodniczka      | Czas | Uwagi |
| ------- | ---------------- | ---- | ----- |
| 1       | Heather Armitage | 12,1 | Q     |
| 2       | Barbara Lerczak  | 12,3 | Q     |
| 3.      | Henriette Robert | 12,5 |       |
| 4       | Els Witkamp      | 12,7 |       |
| 5       | Edith Jakob      | 12,9 |       |

Bieg 5
| Miejsce | Zawodniczka        | Czas | Uwagi |
| ------- | ------------------ | ---- | ----- |
| 1       | Puck van Duyne     | 11,9 | Q     |
| 2       | Celina Jesionowska | 12,3 | Q     |
| 3       | Inge Eckel         | 12,5 |       |
| 4       | Friedrike Harasek  | 12,7 |       |
| 5       | Olga Koszelewa     | 12,7 |       |

Bieg 6
| Miejsce | Zawodniczka      | Czas | Uwagi |
| ------- | ---------------- | ---- | ----- |
| 1       | Marija Itkina    | 12,1 | Q     |
| 2       | Charlotte Böhmer | 12,3 | Q     |
| 3       | Hilde Veth       | 12,4 |       |
| 4       | Elfriede Geist   | 12,6 |       |
| 5       | Trudi Schaller   | 12,8 |       |

### Półfinały
Półfinał 1
| Miejsce | Zawodniczka        | Czas | Uwagi |
| ------- | ------------------ | ---- | ----- |
| 1       | Giuseppina Leone   | 11,9 | Q     |
| 2       | Puck van Duyne     | 11,9 | Q     |
| 3       | Heather Armitage   | 12,0 | Q     |
| 4       | Marija Itkina      | 12,1 |       |
| 5       | Charlotte Böhmer   | 12,2 |       |
| 6       | Celina Jesionowska | 12,4 |       |

Półfinał 2
| Miejsce | Zawodniczka     | Czas | Uwagi |
| ------- | --------------- | ---- | ----- |
| 1       | Irina Turowa    | 12,1 | Q     |
| 2       | Anne Pashley    | 12,1 | Q     |
| 3       | Vera Neszmélyi  | 12,2 | Q     |
| 4       | Barbara Lerczak | 12,2 |       |
| 5       | Irmgard Egert   | 12,6 |       |
| 6       | Elfriede Butz   | 12,6 |       |

### Finał
| Miejsce | Zawodniczka      | Czas |
| ------- | ---------------- | ---- |
| 1       | Irina Turowa     | 11,8 |
| 2       | Puck van Duyne   | 11,9 |
| 3       | Anne Pashley     | 11,9 |
| 4       | Giuseppina Leone | 12,0 |
| 5       | Vera Neszmélyi   | 12,1 |
| 6       | Heather Armitage | 12,1 |